# Callospermophilus
Callospermophilus és un gènere de rosegadors de la família dels esciúrids que conté tres espècies oriündes de Nord-amèrica. Es tracta de xerins de mida mitjana-gran, amb un cos de 20,6-31,2 cm i una cua de 5,2-11,6 cm. La cua és curta i prima, però pot tenir el pèl una mica espès. El seu aspecte és bastant diferent al dels altres xerins, particularment pel que fa a la seva coloració. Tenen el dors d'un color marró vermellós que pot ser pàl·lid o llampant.